# Antoni Cobos Fajardo
Antoni Cobos i Fajardo (Figueres, 1962) és professor de llatí, traductor i escriptor. Llicenciat en Filosofia i Lletres per la Universitat Autònoma de Barcelona (1985), Doctor en Filologia Clàssica. S'ha decantat per l'ensenyament de llatí i ho ha compaginat amb la traducció i edició de textos clàssics, medievals i humanístics. Fou membre de l'Equip de Recerca Studia Humanitatis de la UdG i codirector, juntament amb Mariàngela Vilallonga, de la Col·lecció “Studia Humanitatis”, d'edició Vitel·la. Ha editat reculls documentals, publicat articles en diverses publicacions com els Annals de l'Institut d'Estudis Empordanesos, Annals de l'Institut d'Estudis Gironins, Faventia, Revista de Girona i Athenaeum (Pavia). Actualment, està treballant en epigrafia clàssica i medieval.

## Publicacions
Ha publicat diversos llibres, articles i traduccions, entre els quals:
Traduccions
- Marcial, Marc Valeri. Epigrames. Barcelona : La Magrana, 1994. ISBN 8474107172
- Livi, Tit. Història de Roma. I, Llibre I. Barcelona : Fundació Bernat Metge, 2002. ISBN 8472257959
- Plaute. La Comèdia dels ases. Madrid : Ediciones clásicas, 2007. ISBN 8478826033
- Marcial, Marc Valeri. Los Higos de Quíos: 69 epigramas eróticos de Marco Valerio Marcial. Figueres : EDXS, 2011.
- Virgili. Les Bucòliques. Girona : Palamedes, 2014. ISBN 9788461693771

Estudis històrics
- Epigrafia medieval dels comtats gironins, codirector i autor juntament amb Joaquim Tremoleda. - I, El comtat de Peralada. Ed. Brau, Figueres, 2009. - II, El comtat d'Empúries. Ed. Brau, Figueres, 2011. - III, El comtat de Besalú. Ed. Aubert, Sant Joan les Fonts 2013.

- Cantallops. Ed. Diputació de Girona, 2007.(Quaderns de la Revista de Girona, núm. 133)

Paleografia i diplomàtica
- Tomàs Mieres, Costums de Girona. CCG edicions, Girona, 2001.
- Johannes Burckard, (Mariàngela Vilallonga ed.) Dietari secret Edicions 3 i 4, Velència, 2002.
- Llibre de Privilegis de la Vila de Figueres: 1267-1585, Ed. Fundació Noguera. Barcelona, 2004.
- Joan Ramon Ferrer: De pronominibus suique natura (1477). Edició crítica acompanyada d'una breu aproximació biogràfica. (Tesi doctoral, edició digital en la pàgina Studia Humanitatis de la UdG), 2004.
- Llibre de Privilegis del penó de Rocabertí (1356-1490). Ed. Gràfiques Gispert, la Jonquera, 2004.
- Joan Ramon Ferrer, De antiquitate legum. Ed. Vitel·la, L’Escala, 2006.

Novel·la
- 2021: Dubium, el dilema. Ed. Letrame. 9788413863481